# Pleurodema brachyops
Pleurodema brachyops és una espècie de granota que viu al Brasil, Colòmbia, Guyana, Antilles Holandeses, Panamà, Veneçuela i, possiblement també, a Surinam.